# Giedrius Slavickas
Giedrius Slavickas (né le 3 octobre 1982) est un footballeur international lituanien évoluant au poste de milieu de terrain.